# Сенегал на Светском првенству у атлетици у дворани 2022.
Сенегал је учествовао на 18. Светском првенству у атлетици у дворани 2022. одржаном у Београду од 18. до 20. марта десети пут. Репрезентацију Сенегала представљао је један такмичар који се такмичио у трци на 60 м препоне.,
На овом првенству такмичар из Сенегала није освојио ниједну медаљу нити је остварио неки резултат.

## Учесници
Мушкарци:
- Луј Франсоа Менди — 60 м препоне

## Резултати

### Мушкарци
| Атлетичар         | Дисциплина   | Лични рекорд | Квалификација | Квалификација | Полуфинале           | Полуфинале           | Финале               | Финале       | Детаљи |
| Атлетичар         | Дисциплина   | Лични рекорд | Резултат      | Место         | Резултат             | Место                | Резултат             | Место        | Детаљи |
| ----------------- | ------------ | ------------ | ------------- | ------------- | -------------------- | -------------------- | -------------------- | ------------ | ------ |
| Луј Франсоа Менди | 60 м препоне | 7,82         | 7,95          | 7. у гр. 3    | Није се квалификовао | Није се квалификовао | Није се квалификовао | 41 / 44 (46) |        |